# Dorian Yates
Dorian Andrew Mientjez Yates (Sutton Coldfield, Midlands Occidentales, 19 de abril de 1962) es un culturista profesional británico ganador seis veces consecutivas de la competición Mr. Olympia, desde 1992 a 1997.

## Biografía
Su reinado como Mr. Olympia terminó al retirarse, forzado en gran parte por la acumulación de lesiones; Yates sufrió un desgarro de bíceps y tríceps, siendo esta última sólo tres semanas antes de su última participación en el Olympia, que ganó en 1997. Su récord profesional al retirarse incluía 15 victorias y 2 segundos puestos.
Se considera que Yates revolucionó el entrenamiento culturista, tal como hicieron otros culturistas que dominaron el deporte por muchos años, tales como Lee Haney.
Es un defensor del estilo de entrenamiento de Mike Mentzer conocido como HIT "High Intensity Training". Sin embargo las entrevistas realizadas a Yates y sus rutinas publicadas muestran que en la práctica modificó la aplicación de las teorías de Mentzer de forma considerable. El sistema HIT aboga por varios ejercicios diferentes y muy pocas series por cada grupo muscular. Mentzer creía que la estimulación del músculo para crecer podía ser provocada en un periodo de tiempo corto aplicando la suficiente intensidad, en lugar de entrenar durante largos periodos de tiempo.
En 1994 Dorian se unió a la corporación californiana "Heavy Duty Inc." junto a Mike Mentzer y Ray Mentzer.

## Carrera tras la competición
Dorian compró un gimnasio en 1987 llamado Temple Gym situado en Birmingham, Inglaterra. En 2006 lo convirtió en una franquicia, esperando convertirlo en una cadena mundial de gimnasios. Hoy día existen cuatro, tres de ellos en el Reino Unido.
En 1998 se unió a Kerry Kayes para trabajar en una compañía de suplementos culturistas llamada "Chemical Nutrition" (que originalmente había tenido el nombre de "Chemical Warfare" y hoy día se llama "CNP Professional"), con la aprobación de Yates para ser lanzada en Estados Unidos.
Yates abandonó CNP Professional en 2006 para poner sus intereses en una nueva compañía propia llamada "Dorian Yates Ultimate Formulas". 
En 2008 el sitio web de Dorian Yates fue rediseñado, con el objetivo de ofrecer una variedad de servicios, incluyendo lecciones de entrenamiento virtuales y contenido especial para afiliados.

### Libros y videos
En 1993 Yates publicó una autobiografía titulada Blood and Guts (Sangre y Agallas) (ISBN 978-0-9636163-0-2). En 1996 publicó un video con el mismo nombre, en el que mostraba su entrenamiento típico para una semana. 
En 1998 fue coautor de A Warrior's Story (Historia de un Guerrero) (ISBN 978-0-9534764-0-4) en la que escribe acerca de cómo se convirtió en el más importante culturista profesional de su época.

## Títulos de culturismo
- 1985 Juegos Mundiales, 7º (como amateur)
- 1990 Night of Champions, 2º
- 1991 Night of Champions, 1º
- 1991 Mr. Olympia, 2º
- 1991 Grand Prix Inglés, 1º
- 1992 Mr. Olympia, 1º
- 1992 Grand Prix Inglés, 1º
- 1993 Mr. Olympia, 1º
- 1994 Mr. Olympia, 1º
- 1994 Grand Prix Español, 1º
- 1994 Grand Prix Alemán, 1º
- 1994 Grand Prix Inglés, 1º
- 1995 Mr. Olympia, 1º
- 1996 Mr. Olympia, 1º
- 1996 Grand Prix Español, 1º
- 1996 Grand Prix Alemán, 1º
- 1996 Grand Prix Inglés, 1º
- 1997 Mr. Olympia, 1º

### Estadísticas de competición
- Estadísticas en el Olympia de 1994
- Altura: 5' 10" (1.78m)
- Peso de competición: 122,4 kg
- Peso fuera de temporada: 136 kg
- pecho 149,9 cm
- brazos 54,6 cm
- cintura 86,4 cm
- muslo 78,7 cm
- gemelo 53,3 cm